# Lijst van Xbox Series-spellen
Dit is een lijst van spellen die aangekondigd of verschenen zijn voor Xbox Series X❘S.
| Titel                            | Jaar | Ontwikkelaar            | Uitgever               | Genre                                  |
| -------------------------------- | ---- | ----------------------- | ---------------------- | -------------------------------------- |
| Alan Wake Remastered             | 2021 | Remedy Entertainment    | Epic Games             | Survival horror                        |
| Assassin's Creed Valhalla        | 2020 | Ubisoft Montreal        | Ubisoft                | Actierollenspel                        |
| Avowed                           | 2025 | Obsidian Entertainment  | Xbox Game Studios      | Actierollenspel                        |
| Call of Duty: Black Ops Cold War | 2020 | Raven Software Treyarch | Activision             | First-person shooter                   |
| Call of Duty: Vanguard           | 2021 | Sledgehammer Games      | Activision             | First-person shooter                   |
| Call of Duty: Warzone            | 2021 | Raven Software Treyarch | Activision             | First-person shooter                   |
| Civilization VII                 | 2025 | Firaxis Games           | 2K Games               | Turn-based strategy                    |
| Cyberpunk 2077                   | 2022 | CD Projekt RED          | CD Projekt             | Actierollenspel                        |
| Dead Space                       | 2023 | Motive Studios          | Electronic Arts        | Survival horror                        |
| Destiny 2                        | 2020 | Bungie                  | Bungie                 | First-person shooter                   |
| Dirt 5                           | 2020 | Codemasters             | Codemasters            | Racespel                               |
| Doom Eternal                     | 2021 | id Software             | Bethesda Softworks     | First-person shooter                   |
| Enlisted                         | 2020 | DarkFlow Software       | Gaijin Entertainment   | First-person shooter                   |
| F1 2021                          | 2021 | Codemasters             | Electronic Arts        | Racespel                               |
| Far Cry 6                        | 2021 | Ubisoft Toronto         | Ubisoft                | First-person shooter                   |
| FIFA 21                          | 2020 | EA Vancouver            | Electronic Arts        | Sportspel                              |
| FIFA 22                          | 2021 | EA Vancouver            | Electronic Arts        | Sportspel                              |
| Fortnite                         | 2020 | Epic Games              | Epic Games             | Battle royale Survivalspel Sandboxspel |
| Forza Horizon 4                  | 2020 | Playground Games        | Xbox Game Studios      | Racespel                               |
| Forza Horizon 5                  | 2021 | Playground Games        | Xbox Game Studios      | Racespel                               |
| Grand Theft Auto V               | 2022 | Rockstar North          | Rockstar Games         | Action-adventure                       |
| Grid Legends                     | 2022 | Codemasters             | Electronic Arts        | Racespel                               |
| Hitman 3                         | 2021 | IO Interactive          | IO Interactive         | Stealthspel                            |
| Hood: Outlaws & Legends          | 2021 | Sumo Digital            | Focus Home Interactive | Action-adventure                       |
| It Takes Two                     | 2021 | Hazelight Studios       | Electronic Arts        | Action-adventure Platformspel          |
| Just Dance 2021                  | 2020 | Ubisoft Paris           | Ubisoft                | Muziekspel                             |
| Just Dance 2022                  | 2021 | Ubisoft Paris           | Ubisoft                | Muziekspel                             |
| Kingdom Come: Deliverance II     | 2025 | Warhorse Studios        | Deep Silver            | actierollenspel                        |
| No Man's Sky                     | 2020 | Hello Games             | Hello Games            | Action-adventure Survivalspel          |
| Resident Evil Village            | 2021 | Capcom                  | Capcom                 | Survival horror                        |
| Sea of Thieves                   | 2020 | Rare Ltd.               | Xbox Game Studios      | Action-adventure                       |
| Subnautica: Below Zero           | 2021 | Unknown Worlds          | Bandai Namco           | Action-adventure                       |
| Watch Dogs: Legion               | 2020 | Ubisoft Toronto         | Ubisoft                | Action-adventure                       |
| Yakuza: Like a Dragon            | 2020 | Ryu Ga Gotoku Studio    | Sega                   | Computerrollenspel                     |